# Jaume Salvador
Jaume Salvador i Pedrol (Barcelona, 1649 - ibídem, 1740) fue un botánico y farmacéutico español.

## Biografía

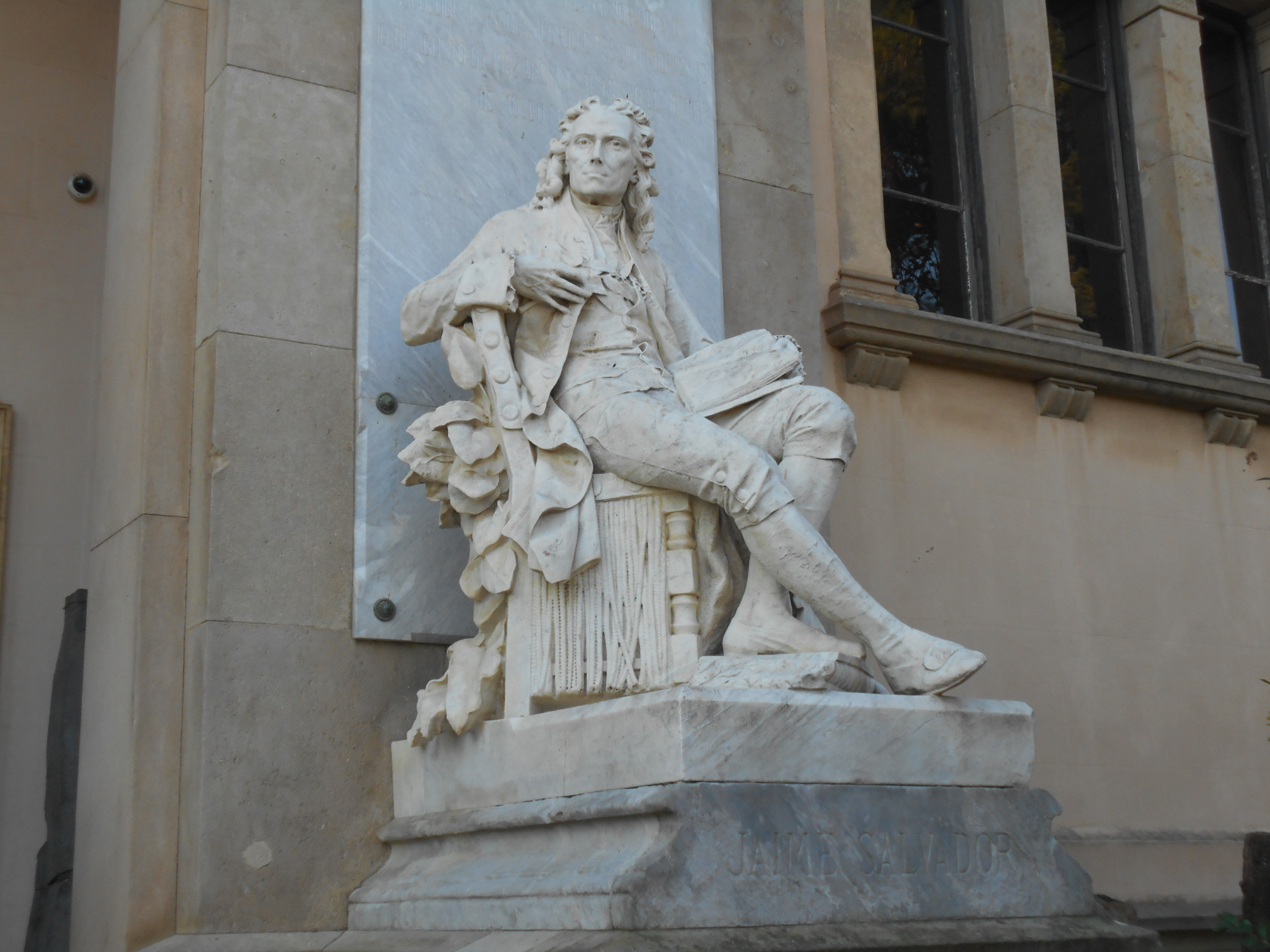
Estatua de Jaume Salvador en el Museo Martorell de Geología (parque de la Ciudadela), obra de Eduard B. Alentorn (1884)

Era hijo de Joan Salvador i Boscà y de Victòria Pedrol. Su padre tenía una botica en la calle Ancha de Barcelona y fue el iniciador de la biblioteca familiar y colección naturalista que fueron ampliando sus descendientes.
Se formó como farmacéutico junto a su padre y completó sus estudios en Montpellier. Fue admitido en el Colegio de Barcelona en 1669. Amplió las colecciones y la biblioteca que le había legado su padre y creó un jardín botánico en 1723 en San Juan Despí. Tuvo contactos con insignes botánicos de toda Europa, como Joseph Pitton de Tournefort, Pierre Magnol, Paolo Silvio Boccone, John Ray, etc. Recopiló plantas del sur de Francia, los Pirineos, el Montseny y Montserrat. En 1698 entró a formar parte del Consejo de Ciento del Ayuntamiento de Barcelona.
Fue padre de Joan (1683-1726) y Josep Salvador i Riera (1690-1761), también naturalistas. 
En la entrada al Museo Martorell de Geología, en el parque de la Ciudadela, hay una estatua en su honor, obra de Eduard B. Alentorn de 1884.